# Афанасьев, Николай Фёдорович
Никола́й Фёдорович Афана́сьев (5 декабря 1918 — 27 августа 1944) — советский лётчик минно-торпедной авиации ВМФ СССР в годы Великой Отечественной войны, Герой Советского Союза (31.05.1944). Гвардии капитан (19.01.1943).

## Биография
Родился 5 декабря 1918 года в деревне Соколово ныне Лихославльского района Тверской области в семье крестьянина. Русский. В 1936 году переехал в город Ленинград, работал на электростанции учеником радиомонтёра.
В августе 1937 года призван в Рабоче-крестьянский Красный флот. В 1939 году окончил Военно-морское авиационное училище имени И. В. Сталина в городе Ейске и направлен в авиацию Краснознамённого Балтийского флота. Участвовал в советско-финской войне 1939—1940 годов. С июня 1940 года служил младшим лётчиком-наблюдателем и воздушным стрелком-бомбардиром 57-го штурмового авиационного полка ВВС КБФ.
Участник Великой Отечественной войны с июня 1941 года. Начал войну в том же полку. В первые месяцы войны воевал практически постоянно на сухопутном фронте. На самолёте ДБ-3 бомбил железнодорожные составы на станциях Тосно, Чудово, Мга, Гатчина. Летал на бомбардировку военно-морских баз Таллин, Хельсинки и Котка. При атаках наступавших на Ленинград немецких войск его экипаж уничтожил до 20 танков и до 60 автомашин противника. Участник битвы за Ленинград.
С июля 1942 года воевал штурманом звена 1-го гвардейского минно-торпедного авиационного полка ВВС КБФ. Теперь он уже и атаковал суда противника. 22 сентября 1942 года в составе экипажа В. А. Балебина на Ладожском озере прямым попаданием авиабомбы потопил канонерскую лодку. С конца 1942 года летал на поставленном по ленд-лизу американском самолёте A-20G «Boston», с ноября 1943 по февраль 1944 года — на именном самолёте Douglas A-20 Havoc, построенном на средства, пожертвованные американским актёром Рэдом Скелтоном.
Член ВКП(б) с 1943 года. 
До февраля 1944 года летал в экипаже капитана Стрелецкого. За три вылета — 5, 17, 18 октября 1943 года, — несмотря на сильный заградительный огонь зениток, Афанасьев потопил три вражеских транспорта.
В дни Ленинградско-Новгородской наступательной операции бомбил узлы обороны врага. В ночь с 16 на 17 января 1944 года пять раз выводил самолёт на опорный пункт немцев в Ропше и наносил меткие удары. Одна из бомб — 250-килограммовая фугаска — попала в командный пункт врага.
К марту 1944 года штурман звена 1-го гвардейского минно-торпедного авиационного полка 8-й минно-торпедной авиационной дивизии Балтийского флота гвардии капитан Николай Афанасьев совершил 229 боевых вылетов, потопил 5 транспортов общим водоизмещением 23 500 тонн и канонерскую лодку противника.
Указом Президиума Верховного Совета СССР от 31 мая 1944 года «за образцовое выполнение заданий командования на фронте борьбы с немецкими захватчиками и проявленные при этом отвагу и геройство»  гвардии капитану Николаю Федоровичу Афанасьеву присвоено звание Героя Советского Союза с вручением ордена Ленина и медали «Золотая Звезда» (N 2391).
Летом 1944 года летал в экипажах старшего лейтенанта Виктора Карабасова и капитана Сергея Смолькова. 21 августа 1944 года потопил подводную лодку. 27 августа 1944 года капитан Афанасьев не вернулся с боевого задания. 
Согласно воспоминаниям Р. С. Демидова, в этот день лётчики 15-го отдельного разведывательного авиационного полка обнаружили в юго-западной части Балтийского моря немецкий конвой в составе двух транспортов, двух сторожевых кораблей и трёх подводных лодок (на самом деле это был отряд 25-й флотилии кригсмарине, вышедший в море на учебные торпедные стрельбы). На их уничожение с аэродрома Паневежис поднялась группа из восьми «бостонов». При пересечении линии фронта А-20 младшего лейтенанта Скрябина получил сильные повреждения и был вынужден вернуться на свой аэродром. Остальные семь экипажей благополучно достигли цели. Перед атакой советские лётчики разделились на две подгруппы: первая, ведомая экипажем Гагиева―Демидова, атаковала подводные лодки, вторая, под командованием Смолькова―Афанасьева, взяла на себя транспорты противника. Атака была успешной: первая подгруппа торпедным и топмачтовым ударами потопила 2 вражеские подводные лодки (немецкие источники этот факт не подтверждают), а экипаж Смолькова торпедировал транспортник. Но при выходе из атаки советские лётчики подверглись нападению вражеских истребителей из эскадры 15/JG 54. Основной удар противника пришёлся на вторую подгруппу. Самолёт Смолькова―Афанасьева был сбит и упал в море. В этом же бою погибли экипажи Героя Советского Союза Иосифа Сачко и лейтенанта Павла Порохни. Судьба ещё одного экипажа неизвестна.

## Награды
- Медаль «Золотая Звезда» Героя Советского Союза (31.05.1944, № 3291)
- Орден Ленина (31.05.1944)
- Четыре ордена Красного Знамени (19.02.1942, 15.07.1943, 30.11.1943, 21.07.1944)
- Медаль «За оборону Ленинграда» (вручена в 1943)

## Память
- Именем Героя названо судно Министерства рыбного хозяйства (в строю с 1982 года по настоящее время)[5] и улица в городе Пионерск Калининградской области.
- Установлены мемориальные доски в городе Лихославль на улице его имени[6], в деревне Борки Ломоносовского района Ленинградской области на здании поселкового Совета.